# Revista CaL
CaL (Crítica, Arte y Literatura)  fue una revista literaria venezolana de vanguardia fundada por el escritor Guillermo Meneses. La dirección artística estuvo a cargo de Nedo. 
Financiada por la Fundación Neumann y suscriptores, circuló primero semanal, y después quincenalmente, entre 1962 y 1967. Fue galardonada con el Premio Nacional de Periodismo en 1965. Meneses, luego de regresar de su estancia en París, y también de haber participado en las páginas culturales de La Esfera y dirigir el «Papel Literario» de El Nacional, decidió fundar una revista de arte y literatura. En el proyecto también participó la periodista Sofía Ímber, para ese entonces esposa de Meneses. 
En sus páginas se conjugaron las voces emergentes de la narrativa, el ensayo y la poesía en el país, con autores de la literatura contemporánea mundial. La revista fue reconocida por su propuesta en diseño gráfico, e incluir en sus números la obra de artistas entre los que se pueden mencionar: Gego, Jesús Soto, Jacobo Borges o Alejandro Otero. Gracias a este empeño en el diseño, CaL ha sido objetivo de diferentes retrospectivas como la del Museo de Arte Contemporáneo de Caracas (1996) y la Sala Trasnocho Cultural (2014-2015).
En CaL participaron, entre otros, los escritores: Salvador Garmendia, Ramón Palomares, Rafael Cadenas, Rodolfo Izaguirre, Isaac Chocrón, Ludovico Silva, Francisco Massiani, José Balza, Adriano González León, Juan Sánchez Peláez, Efraín Hurtado. Igualmente se presentaron traducciones de textos de: Robert Graves, Samuel Beckett, H.P. Lovecraft y Gilbert Lely. 
En 1964 ediciones CaL publicó la novela de Garmendia Día de ceniza.